# Ејва (Илиноис)
Ејва (енгл. Ava) град је у америчкој савезној држави Илиноис. По попису становништва из 2010. у њему је живело 654 становника.

## Демографија
Према попису становништва из 2010. у граду је живело 654 становника, што је 8 (1,2%) становника мање него 2000. године.
| Група             | 2000.       | 2010.       |
| Белци             | 651 (98,3%) | 637 (97,4%) |
| Афроамериканци    | 0 (0,0%)    | 0 (0,0%)    |
| Азијати           | 0 (0,0%)    | 1 (0,2%)    |
| Хиспаноамериканци | 5 (0,8%)    | 14 (2,1%)   |
| Укупно            | 662         | 654         |